# Total Drama
Total Drama é uma série de reality show animado canadense que é uma homenagem às convenções comumente encontradas em reality shows. Estreou em 8 de julho de 2007 no Canadá e em 5 de março de 2009 no Brasil. Todos os competidores têm personalidades distintas que servem como principal ponto da trama. O estilo desta série é semelhante à de Survivor e The Amazing Race.
A série Drama Total é a série original da franquia Drama Total, que consiste em seis temporadas que foram ao ar nos últimos dez anos: a primeira temporada, Ilha dos Desafios, a segunda temporada, Luzes, Drama, Ação!, a terceira temporada, Drama Total Turnê Mundial, a quarta temporada, Drama Total: A Vingança da Ilha, e a 1º parte da quinta temporada, Drama Total: Só Estrelas e a 2º parte da quinta temporada, Drama Total: A Nova Ilha e a 6° temporada, Drama Total: "Ilha dos Desafios" (sem nome ainda no Brasil), estreando em 10 de abril de 2023 no canal de televisão da Itália K2 e na Discovery plus em italiano e inglês, estando até agora sem data de estreia no Brasil.
Em junho de 2015, um spin-off da série foi anunciado: Drama Total: Corrida Alucinante, que entrou em produção logo após a 2º parte da quinta temporada ter ido ao ar. Embora a produção do spin-off ter colocado a série principal em espera, o co-criador Tom McGillis afirmou que seu objetivo pessoal é que Drama Total vá até dez temporadas excluindo spin-offs. Alex Ganetakos, o editor executivo, também disse que a equipe de produção planeja fazer mais temporadas no futuro. Uma série derivada em um universo alternativo, intitulada Total DramaRama, foi lançada em 1 de setembro de 2018 na Cartoon Network nos Estados Unidos e em 7 de outubro de 2018 no Teletoon do Canadá.
Pelo fato do desenho ser transmitido em vários países, ambos os finalistas são normalmente chamados de "vencedores", pois em cada país há uma versão diferente.
Nas três primeiras temporadas, o Brasil exibiu as duas versões de vencedores, a versão oficial do país no Cartoon Network, e a versão alternativa no Boomerang.
A produção de duas novas temporada do desenho foi anunciada em 17 de fevereiro de 2021, quase 6 anos após o lançamento do spin-off, Total Drama Presents: The Ridonculous Race. A nova temporada deve ser transmitida pelo HBO Max.

## Formato
O nome de cada temporada consiste no título "Drama Total" com uma palavra ou frase diferente adicionada posteriormente, exceto as duas primeiras temporadas que no Brasil foram distribuídas como "Ilha dos Desafios" e "Luzes, Drama, Ação!", respectivamente.
Essa mudança de palavra ou frase define o tema para aquela temporada. A série consiste em uma competição para ganhar um prêmio em dinheiro de 100.000 dólares canadenses na primeira temporada e 1.000.000 de dólares em todas as outras temporadas. A franquia traz elementos de outros realitys show amplamente conhecidos, como Survivor, Fear Factor, The Amazing Race e Escape from Scorpion Island. Assim como essas outras séries, Drama Total é classificado como
- TV-PG e
- AL/A7

porque apresentam linguagem obscena, linguagem censurada, breve nudez censurada e alguns diálogos sugestivos. Quando um diálogo mais sugestivo está presente, o episódio é classificado como TV-PG-D ou A9. As três primeiras temporadas são classificadas como TV-PG-D e A9, enquanto as duas últimas são classificadas como TV-PG ou AL/A7. Ao contrário de muitos outros programas animados, estas séries tem um logotipo diferente para cada temporada (embora cada temporada possa ter vários logotipos alternativos).

### Locação
A maioria das temporadas da série ocorre em um local diferente. A primeira temporada, Ilha dos Desafios, se passa no Acampamento Wawanakwa, uma ilha fictícia em uma área não especificada em Muskoka, Ontário. A segunda temporada, Luzes, Drama, Ação!, se passa em um estúdio de cinema abandonado em Toronto, Ontário. Na terceira temporada, Drama Total: Turnê Mundial, os competidores são levados ao redor do mundo no "Jumbo Jet", um avião que parece ser estruturalmente instável. Alguns dos países visitados na terceira temporada são Canadá, França, Alemanha, Japão, Reino Unido e Estados Unidos. A quarta temporada, Drama Total: A Vingança da Ilha, acontece de volta no Acampamento Wawanakwa, mas desta vez a ilha está radioativa. A primeira parte da quinta temporada, Drama Total: Só Estrelas, também acontece na ilha, devido ao sucesso da primeira e da quarta temporadas. A segunda parte, Drama Total: A Nova Ilha, ocorre na Ilha Pahkitew após a destruição do acampamento Wawanakwa no último episódio da 1º parte da 5º temporada.

## Produção
As séries foram desenvolvidas e produzidas pela Fresh TV e distribuído pela Cake Entertainment. As séries são financiadas em parte pelo Canada Media Fund, um fundo de apoio a produções originais do Canadá, e pelo crédito fiscal de produção de filmes ou vídeos canadenses. A primeira temporada foi financiada pela Xenophile Media, Bell Broadcast e New Media Fund. As séries, voltada principalmente para crianças de sete/oito a dezesseis anos, foram animadas na Elliott Animation e dirigidas por Todd Kauffman e Mark Thornton da Neptoon Studios. Os criadores, Tom McGillis e Jennifer Pertsch, estudaram o que os adolescentes gostavam e não gostavam em reality shows para a televisão durante o processo de escrita.
McGillis diz que eles usaram um "projeto de pesquisa online em todo o país" para determinar os gostos desse demográfico. Os parceiros da Fresh TV Inc. McGillis, Pertsch, Elliott e Irving produziram a série. O orçamento para a primeira temporada foi de US $ 8 milhões. Foi animado em Flash, nos estúdios da Elliott Animation em.
Cada membro do elenco e da equipe do Drama Total teve que assinar um acordo de confidencialidade para não revelar quem foi o vencedor. Todos os personagens da primeira série foram desenhados por Kauffman e os da segunda, pelos donos desenhistas. Um nome antigo para a série foi Camp TV quando a série começou a ser produzida em 2006. A Camp TV Productions ainda é rotulada nos créditos finais de cada episódio, junto com o número da temporada em algarismos romanos.
A produção da série parou em 2014, pois nenhuma nova temporada foi produzida desde então. Em vez disso, a partir de 2015, o estúdio concentrou a franquia mais na produção de séries spin-offs separadas, com seus respectivos dubladores sendo reutilizados nos novos spin-offs.
Em 3 de maio de 2017, foi anunciado que Total Drama estaria de volta. Mais tarde, foi revelado que voltaria como uma nova série intitulada Drama Total Kids. O programa é um spin-off que tem os participantes como crianças em creches.
Em 17 de fevereiro de 2021, foi anunciado que a série principal Drama Total voltaria por mais duas temporadas.

## Episódios
Esta é uma lista de todas as temporadas que foram ao ar com as datas de exibição originais do Canadá mostradas abaixo, juntamente com os elementos básicos para cada estação. O 100º episódio de toda a série foi ao ar no Canadá em 27 de fevereiro de 2014, com os produtores muito felizes com este marco. Isso significa que demorou 6 anos e 7 meses para que o canal Teletoon exibisse os primeiros 100 episódios.
| Temporada                | Temporada      | Episódios      | Episódios      | Título                          | Transmissão Original   | Transmissão Original    | Número de Participantes |
| Temporada                | Temporada      | Episódios      | Episódios      | Título                          | Primeiro Episódio      | Último Episódio         | Número de Participantes |
| Série Original           | Série Original | Série Original | Série Original | Série Original                  | Série Original         | Série Original          | Série Original          |
| ------------------------ | -------------- | -------------- | -------------- | ------------------------------- | ---------------------- | ----------------------- | ----------------------- |
|                          | 1              | 27             | 27             | Ilha dos Desafios               | 8 de julho de 2007     | 29 de novembro de 2008  | 22                      |
|                          | 2              | 27             | 27             | Luzes, Drama, Ação!             | 11 de janeiro de 2009  | 10 de junho de 2010     | 15                      |
|                          | 3              | 26             | 26             | Drama Total: Turnê Mundial      | 10 de junho de 2010    | 24 de abril de 2011     | 18                      |
|                          | 4              | 13             | 13             | Drama Total: A Vingança da Ilha | 5 de janeiro de 2012   | 12 de abril de 2012     | 13                      |
|                          | 5              | 26             | 13             | Drama Total: Só Estrelas        | 9 de janeiro de 2014   | 27 de março de 2014     | 14                      |
| Drama Total: A Nova Ilha | 5              | 26             | 13             | 4 de setembro de 2014           | 20 de novembro de 2014 |                         | 14                      |
|                          | 6              | 26             | 13             | Ilha dos Desafios               | 21 de outubro de 2023  | 2 de dezembro de 2023   | 16                      |
| Ilha dos Desafios        | 6              | 26             | 13             | 3 de março de 2024              | 14 de abril de 2024    |                         | 16                      |
| Spin-off 1               |                |                |                |                                 |                        |                         |                         |
|                          | 1              | 26             | 26             | Drama Total: Corrida Alucinante | 4 de janeiro de 2016   | 15 de fevereiro de 2016 | 18 Duplas (36)          |
| Spin-off 2               |                |                |                |                                 |                        |                         |                         |
|                          | 1              | 51             | 51             | Drama Total Kids                | 7 de outubro de 2018   | 4 de agosto de 2019     | N/A                     |
|                          | 2              | 51             | 51             | Drama Total Kids                | 4 de abril de 2020     | 27 de março de 2021     | N/A                     |
|                          | 3              | 50             | 50             | Drama Total Kids                | 3 de abril de 2021     | 22 de julho de 2022     | N/A                     |

## Participantes
Nota: Participantes que foram eliminados e voltaram na mesma temporada, foram contados apenas uma vez, e ficaram em sua colocação final.
Nota 2: Existem várias versões de vencedores espalhados pelo Mundo. Abaixo está sendo contado com a ordem Brasileira que foi passada na época da estreia da temporada.
Nota 3: Até a "Drama Total: Ilha dos Desafios(2023)", o reality animado conta com 100 participantes.
| Temporada                                   | Vencedor(a)   | 2º lugar            | 3º lugar        | Outros participantes em ordem de eliminação | Total |
| ------------------------------------------- | ------------- | ------------------- | --------------- | --- | ----- |
| Ilha dos Desafios                           | Owen          | Gwen                | Não houve       | Ezequiel • Noah • Justin • Katie • Tyler • Cody • Beth • Sadie • Courtney • Harold • Eva • Trent • Bridgette • Lindsay • DJ • Izzy • Geoff • Leshawna • Duncan • Heather                                                                       | 22    |
| Luzes, Drama, Ação!                         | Duncan        | Beth                | Não houve       | Geoff • Bridgette • Trent • Gwen • DJ • Izzy • Heather • Leshawna • Justin • Lindsay • Harold • Courtney • Owen | 15    |
| Drama Total: Turnê Mundial                  | Heather       | Alejandro           | Cody            | Ezequiel • Harold • Bridgette • Leshawna • Lindsay • Izzy • DJ • Noah • Tyler • Gwen • Owen • Courtney • Blaineley • Duncan • Sierra | 18    |
| Drama Total: A Vingança da Ilha             | Cameron       | Relâmpago           | Não houve       | Staci • B • Dawn • Sam • Brick • Anna Maria • Dakota • Mike • Jo • Scott • Zoey | 13    |
| Drama Total: Só Estrelas                    | Mike          | Zoey                | Não houve       | Lindsay • Relâmpago • Jo • Sam • Heather • Sierra • Duncan • Cameron • Alejandro • Courtney • Gwen • Scott | 14    |
| Drama Total: A Nova Ilha                    | Shawn         | Sky                 | Não houve       | Bernardo • Leonard • Rodney • Amy • Samey • Ella • Topher • Scarlett • Max • Jasmine • Sugar | 14    |
| Drama Total: Ilha dos desafios(2023)        | Priya         | Bowie               | Millie          | Caleb • Axel • Nichelle • Garota Assustadora • Damien • MK • Raj • Wayne • Ripper • Zee • Chase • Emma • Julia | 16    |
| Ilha dos Desafios(2024) A Revanche          | Wayne         | Julia               | Caleb           | Garota Assustadora • Chase • Millie • Emma • Nichelle • Bowie • Axel • Ripper • Zee | 16    |
| Ilha dos Desafios(2024) A Revanche          | Wayne         | Julia               | Caleb           | Caleb • Damien • Julia • MK • Priya • Wayne • Raj | 16    |
| Spin off                                    |               |                     |                 | |       |
| Total Drama Apresenta: A Corrida Alucinante | Brody e Geoff | MacArthur & Sanders | Jacques & Josee | Leonard e Tammy • Gerry e Pete • Ellody e Mary • Laurie e Miles • Jen e Tom • Kelly e Taylor • Jay e Mickey • Lorenzo e Chet • Rock e Spud • Dwayne e Junior • Noah e Owen • Crimson e Ennui • Ryan e Stefanny • Carrie e Devin • Emma e Kitty | 18    |

## Classificação por Temporada

### Ilha dos Desafios (2007-2008)
Ilha dos Desafios é uma série animada canadense produzida pela Fresh TV e exibida pelo Teletoon. Estreou em 8 de julho de 2007 no Canadá, em 5 de março de 2009 no Brasil e em 21 de Março de 2011 em Portugal. Os episódios da série possuem referências à jogos, tarefas ou habilidades de acampamento e cada um é abordado em um episódio e em apenas em 3 episódios alguém não é eliminado. Foram produzidos 26 episódios, com as seguintes eliminações:
Tanto no original quanto na versão brasileira, Owen é o vencedor da temporada.
|     | Participante | Episódio                                              | Resultado                                     |
| --- | ------------ | ----------------------------------------------------- | --------------------------------------------- |
| 1/2 | Owen         | Episódio 26 (O Grande e Último episódio, Finalmente!) | Vencedor em 27 de agosto de 2009              |
| 1/2 | Gwen         | Episódio 26 (O Grande e Último episódio, Finalmente!) | Vencedora em 27 de agosto de 2009             |
| 3   | Heather      | Episódio 25 (Eu Desafio Triplamente Você!)            | 21ª eliminada em 20 de agosto de 2009         |
| 4   | Duncan       | Episódio 24                                           | 20º eliminado em 13 de agosto de 2009         |
| 5   | Leshawna     | Episódio 22                                           | 19ª eliminada em 30 de julho de 2009          |
| 6   | Geoff        | Episódio 21                                           | 18º eliminado em 23 de julho de 2009          |
| 7   | Izzy         | Episódio 20                                           | 17ª eliminada em 16 de julho de 2009          |
| 8   | DJ           | Episódio 19                                           | 16º eliminado em 9 de julho de 2009           |
| 9   | Lindsay      | Episodio 18                                           | 15ª eliminada em 2 de julho de 2009           |
| 10  | Bridgette    | Episódio 17                                           | 14ª eliminada em 25 de junho de 2009          |
| 11  | Trent        | Episódio 16                                           | 13º eliminado em 18 de junho de 2009          |
| 12  | Eva          | Episódio 15                                           | 12ª eliminada (2º vez) em 11 de junho de 2009 |
| 13  | Harold       | Episódio 13                                           | 11º eliminado em 28 de maio de 2009           |
| 14  | Courtney     | Episódio 12                                           | 10ª eliminada em 21 de maio de 2009           |
| 15  | Sadie        | Episódio 11                                           | 9ª eliminada em 14 de maio de 2009            |
| 16  | Beth         | Episódio 10                                           | 8ª eliminada em 7 de maio de 2009             |
| 17  | Cody         | Episodio 9                                            | 7º eliminado em 30 de abril de 2009           |
| (-) | Izzy         | Episódio 8                                            | Desistente em 23 de abril de 2009             |
| 18  | Tyler        | Episodio 7                                            | 6º eliminado em 16 de abril de 2009           |
| 19  | Katie        | Episódio 6                                            | 5ª eliminada em 9 de abril de 2009            |
| 20  | Justin       | Episódio 5                                            | 4º eliminado em 2 de abril de 2009            |
| 21  | Noah         | Episódio 4                                            | 3º eliminado em 26 de março de 2009           |
| (-) | Eva          | Episódio 3                                            | 2ª eliminada (1ª vez) em 19 de março de 2009  |
| 22  | Ezekiel      | Episódio 2 (Galera Bolada - Parte 2)                  | 1º eliminado em 12 de março de 2009           |

### Luzes, Drama, Ação (2009-2010)
|       | Participante | Episódio    | Resultado                                |
| ----- | ------------ | ----------- | ---------------------------------------- |
| 1/2   | Beth         | Episódio 26 | Vencedora em 31 de julho de 2010         |
| 1/2   | Duncan       | Episódio 26 | Vencedor em 31 de julho de 2010          |
| 3     | Owen         | Episódio 24 | Expulso em 18 de julho de 2010           |
| 4     | Courtney     | Episódio 24 | 12ª eliminada em 18 de julho de 2010     |
| 5     | Harold       | Episódio 23 | 11º eliminado em 11 de julho de 2010     |
| 6     | Lindsay      | Episódio 21 | 10ª eliminada em 27 de junho de 2010     |
| 7     | Justin       | Episódio 19 | 9º eliminado em 13 de junho de 2010      |
| 8     | Leshawna     | Episódio 17 | 8ª eliminada em 30 de maio de 2010       |
| 9     | Heather      | Episódio 15 | 7ª eliminada em 16 de maio de 2010       |
| (-)   | Owen         | Episódio 13 | 6º eliminado em 2 de maio de 2010        |
| 10    | Izzy         | Episódio 11 | 5ª eliminada em 18 de abril de 2010      |
| 11    | DJ           | Episódio 9  | Desistente em 4 de abril de 2010         |
| 12    | Gwen         | Episódio 7  | 4ª eliminada em 21 de março de 2010      |
| 13    | Trent        | Episódio 5  | 3º eliminado em 7 de março de 2010       |
| (-)   | Izzy         | Episódio 3  | 2ª eliminada em 21 de fevereiro de 2010  |
| 14/15 | Bridgette    | Episódio 2  | 1º eliminados em 14 de fevereiro de 2010 |
| 14/15 | Geoff        | Episódio 2  | 1º eliminados em 14 de fevereiro de 2010 |

### Drama Total: Turnê Mundial (2010-2011)
No Brasil, Heather consagrou-se como campeã através de votação definida no Votatoon. No Canadá, o campeão foi Alejandro.
|     | Participante | Episódio    | Resultado                               |
| --- | ------------ | ----------- | --------------------------------------- |
| 1/2 | Heather      | Episódio 26 | Vencedora em 31 de julho de 2011        |
| 1/2 | Alejandro    | Episódio 26 | Vencedor em 31 de julho de 2011         |
| 3   | Cody         | Episódio 26 | 3º lugar em 31 de julho de 2011         |
| 4   | Sierra       | Episódio 23 | Expulsa em 10 de julho de 2011          |
| 5   | Duncan       | Episódio 21 | 11º eliminado em 26 de junho de 2011    |
| 6/7 | Blaineley    | Episódio 20 | 10ª eliminadas em 19 de junho de 2011   |
| 6/7 | Courtney     | Episódio 20 | 10ª eliminadas em 19 de junho de 2011   |
| 8   | Owen         | Episódio 19 | 9º eliminado em 12 de junho de 2011     |
| 9   | Gwen         | Episódio 16 | 8ª eliminada em 22 de maio de 2011      |
| 10  | Tyler        | Episódio 15 | 7º eliminado em 15 de maio de 2011      |
| 11  | Noah         | Episódio 13 | 6º eliminado em 1 de maio de 2011       |
| 12  | Dj           | Episódio 11 | 5º eliminado em 17 de abril de 2011     |
| 13  | Izzy         | Episódio 11 | Retirada em 17 de abril de 2011         |
| 14  | Lindsay      | Episódio 9  | 4ª eliminada em 3 de abril de 2011      |
| 15  | Leshawna     | Episódio 7  | 3ª eliminada em 20 de março de 2011     |
| 16  | Bridgette    | Episódio 4  | 2ª eliminada em 27 de fevereiro de 2011 |
| 17  | Harold       | Episódio 3  | Desistente em 20 de fevereiro de 2011   |
| 18  | Ezekiel      | Episódio 2  | 1º eliminado em 13 de fevereiro de 2011 |
| (-) | Duncan       | Episodio 1  | Desistente em 6 de fevereiro de 2011    |

### Drama Total: A Vingança da Ilha (2012)
|     | Participante | Episódio    | Resultado                            |
| --- | ------------ | ----------- | ------------------------------------ |
| 1   | Cameron      | Episódio 13 | Vencedor em 21 de abril de 2012      |
| 2   | Relâmpago    | Episódio 13 | Vencedor em 21 de abril de 2012      |
| 3   | Zoey         | Episódio 12 | 11ª eliminada em 19 de abril de 2012 |
| 4   | Scott        | Episódio 11 | 10º eliminado em 18 de abril de 2012 |
| 5   | Jo           | Episódio 10 | 9ª eliminada em 17 de abril de 2012  |
| 6   | Mike         | Episódio 9  | 8º eliminado em 16 de abril de 2012  |
| 7   | Dakota       | Episódio 8  | 7ª eliminada em 12 de abril de 2012  |
| 8   | Anna Maria   | Episódio 7  | Desistente em 11 de abril de 2012    |
| 9   | Brick        | Episódio 7  | 6º eliminado em 11 de abril de 2012  |
| 10  | Sam          | Episódio 6  | 5º eliminado em 10 de abril de 2012  |
| 11  | Dawn         | Episódio 5  | 4ª eliminada em 9 de abril de 2012   |
| 12  | B            | Episódio 3  | 3º eliminado em 4 de abril de 2012   |
| (-) | Dakota       | Episódio 2  | 2ª eliminada em 3 de abril de 2012   |
| 13  | Staci        | Episódio 1  | 1ª eliminada em 2 de abril de 2012   |

### Drama Total: Só Estrelas (2013)
|     | Participante | Episódio    | Resultado                               |
| --- | ------------ | ----------- | --------------------------------------- |
| 1/2 | Mike         | Episódio 13 | Vencedor em 3 de dezembro de 2013       |
| 1/2 | Zoey         | Episódio 13 | Vencedora em 3 de dezembro de 2013      |
| 3   | Scott        | Episódio 12 | 10º eliminado em 26 de novembro de 2013 |
| 4   | Gwen         | Episódio 12 | 9º eliminada em 26 de novembro de 2013  |
| 5   | Courtney     | Episódio 11 | 8ª eliminada em 19 de novembro de 2013  |
| 6   | Alejandro    | Episódio 10 | 7º eliminado em 12 de novembro de 2013  |
| 7   | Cameron      | Episódio 9  | Retirado em 5 de novembro de 2013       |
| 8   | Duncan       | Episódio 8  | Expulso em 29 de outubro de 2013        |
| 9   | Sierra       | Episódio 7  | 6ª eliminada em 22 de outubro de 2013   |
| 10  | Heather      | Episódio 6  | 5ª eliminada em 15 de outubro de 2013   |
| 11  | Sam          | Episódio 4  | 4º eliminado em 1 de outubro de 2013    |
| 12  | Jo           | Episódio 3  | 3ª eliminada em 24 de setembro de 2013  |
| 13  | Relâmpago    | Episódio 2  | 2º eliminado em 17 de setembro de 2013  |
| 14  | Lindsay      | Episódio 1  | 1ª eliminada em 10 de setembro de 2013  |

### Total Drama: A Nova Ilha (2014)
|       | Participante | Episódio    | Resultado                              |
| ----- | ------------ | ----------- | -------------------------------------- |
| 1/2   | Shawn        | Episódio 13 | Vencedor em 17 de novembro de 2014     |
| 1/2   | Sky          | Episódio 13 | Vencedora em 17 de novembro de 2014    |
| 3     | Sugar        | Episódio 12 | 9ª eliminada em 15 de novembro de 2014 |
| 4     | Jasmine      | Episódio 11 | 8ª eliminada em 14 de novembro de 2014 |
| 5     | Max          | Episódio 10 | Expulso em 13 de novembro de 2014      |
| 6     | Scarlett     | Episódio 10 | Expulsa em 13 de novembro de 2014      |
| 7     | Dave         | Episódio 9  | 7º eliminado em 12 de novembro de 2014 |
| 8     | Topher       | Episódio 8  | 6º eliminado em 11 de novembro de 2014 |
| 9     | Ella         | Episódio 6  | Expulsa em 8 de novembro de 2014       |
| 10/11 | Samey        | Episódio 5  | 5ª eliminadas em 7 de novembro de 2014 |
| 10/11 | Amy          | Episódio 5  | 5ª eliminadas em 7 de novembro de 2014 |
| 12    | Rodney       | Episódio 4  | 4º eliminado em 6 de novembro de 2014  |
| (-)   | Amy          | Episódio 3  | 3ª eliminada em 5 de novembro de 2014  |
| 13    | Leonard      | Episódio 2  | 2º eliminado em 4 de novembro de 2014  |
| 14    | Beardo       | Episódio 1  | 1º eliminado em 3 de novembro de 2014  |

### Drama Total: Corrida Alucinante (2015)
|     | Dupla               | Episódio    | Resultado                                |
| --- | ------------------- | ----------- | ---------------------------------------- |
| 1/2 | Brody & Geoff       | Episódio 26 | Vencedores em 9 de outubro de 2015       |
| 1/2 | MacArthur & Sanders | Episódio 26 | Vencedoras em 9 de outubro de 2015       |
| 3   | Jacques & Josee     | Episódio 26 | 3º lugar em 9 de outubro de 2015         |
| 4   | Emma & Kitty        | Episódio 25 | 14ª eliminadas em 8 de outubro de 2015   |
| 5   | Carrie & Devin      | Episódio 24 | Retirados em 7 de outubro de 2015        |
| 6   | Ryan & Stefanny     | Episódio 23 | 13º eliminados em 6 de outubro de 2015   |
| (-) | Brody & Geoff       | Episódio 21 | 12º eliminados em 2 de outubro de 2015   |
| 7   | Crimson & Ennui     | Episódio 20 | 11º eliminados em 1 de outubro de 2015   |
| 8   | Noah & Owen         | Episódio 18 | 10º eliminados em 29 de setembro de 2015 |
| 9   | Dwayne & Junior     | Episódio 16 | 9º eliminados em 25 de setembro de 2015  |
| 10  | Rock & Spud         | Episódio 14 | 8º eliminados em 23 de setembro de 2015  |
| 11  | Lorenzo & Chet      | Episódio 14 | 8º eliminados em 23 de setembro de 2015  |
| 12  | Jay & Mickey        | Episódio 11 | 7º eliminados em 18 de setembro de 2015  |
| 13  | Kelly & Taylor      | Episódio 9  | 6ª eliminadas em 16 de setembro de 2015  |
| 14  | Jen & Tom           | Episódio 7  | 5º eliminados em 14 de setembro de 2015  |
| 15  | Laurie & Miles      | Episódio 6  | 4ª eliminadas em 11 de setembro de 2015  |
| 16  | Ellody & Mary       | Episódio 4  | 3ª eliminadas em 9 de setembro de 2015   |
| 17  | Gerry & Pete        | Episódio 3  | 2º eliminados em 8 de setembro de 2015   |
| 18  | Leonard & Tammy     | Episódio 2  | 1º eliminados em 7 de setembro de 2015   |

### Drama Total: Ilha dos Desafios (2023)
|      | Participante | Episódio    | Resultado                            |
| ---- | ------------ | ----------- | ------------------------------------ |
| 1    | Priya        | Episódio 14 | Vencedor em 10 de abril de 2023      |
| 2    | Bowie        | Episódio 14 | 2o Lugar em 10 de abril de 2023      |
| 3    | Millie       | Episódio 13 | 3º lugar em 10 de abril de 2023      |
| 4    | Julia        | Episódio 12 | 11ª eliminada em 10 de abril de 2023 |
| 5    | Emma         | Episódio 11 | 10ª eliminada em 10 de abril de 2023 |
| 6    | Chase        | Episódio 10 | 9º eliminado em 10 de abril de 2023  |
| 7    | Zee          | Episódio 9  | 8º eliminado em 10 de abril de 2023  |
| 8    | Ripper       | Episódio 8  | 7º eliminado em 10 de abril de 2023  |
| 9/10 | Raj          | Episódio 7  | Retirados em 10 de abril de 2023     |
| 9/10 | Wayne        | Episódio 7  | Retirados em 10 de abril de 2023     |
| 11   | MK           | Episódio 6  | 6ª eliminada em 10 de abril de 2023  |
| 12   | Damien       | Episódio 5  | 5º eliminado em 10 de abril de 2023  |
| 13   | Scary Girl   | Episódio 4  |                                      |
| 14   | Nichelle     | Episódio 3  | 3ª eliminada em 10 de abril de 2023  |
| 15   | Axel         | Episódio 2  | 2ª eliminada em 10 de abril de 2023  |
| 16   | Caleb        | Episódio 1  | 1º eliminado em 10 de abril de 2023  |

## Classificação Geral
Existem um total de 100 competidores, no entanto, nem todos os competidores aparecem em cada episódio ou temporada. A tabela abaixo mostra em quantas temporadas o participante competiu.
| Pos.              | País     | Ilha dos Desafios | BR - Luzes, Drama, Ação!                                         | BR - DT: Turnê Mundial                                                  | BR - DT: A Vingança da Ilha          | BR - DT: Só Estrelas                            | BR - DT: A Nova Ilha   | Corrida Alucinante  | Drama Total: Ilha dos Desafios (2023 e 2024)                                                               | ?                  |
| Pos.              | País     | Ilha dos Desafios | PT(RTP2) - DT: Em Acção! / PT(Panda Biggs) - Ilha dos Desafios 2 | PT(RTP2) - DT: à Volta do Mundo / PT(Panda Biggs) - IDD: Volta ao Mundo | PT - A Vingança da Ilha dos Desafios | PT(RTP2) - DT: All-Stars / PT(CN) - DT: Famosos | PT - DT: Ilha Pahkitew | Corrida Alucinante  | Drama Total: Ilha dos Desafios (2023 e 2024)                                                               | ?                  |
| Pos.              | País     | 1ª. Geração       | 1ª. Geração                                                      | 1ª. Geração                                                             | 2ª. Geração                          | 1ª. Geração                                     | 3ª. Geração            | -                   | 4ª. Geração                                                                                                | 4ª. Geração        |
| Pos.              | País     | 1ª. Geração       | 1ª. Geração                                                      | 1ª. Geração                                                             | 2ª. Geração                          | 2ª. Geração                                     | 3ª. Geração            | -                   | 4ª. Geração                                                                                                | 4ª. Geração        |
| ----------------- | -------- | ----------------- | ---------------------------------------------------------------- | ----------------------------------------------------------------------- | ------------------------------------ | ----------------------------------------------- | ---------------------- | ------------------- | --- | ------------------ |
| 1                 | Canadá   | Owen*             | Duncan*                                                          | Alejandro*                                                              | Cameron*                             | Mike*                                           | Sky*                   | McArthur & Sanders* | Priya* | Wayne*             |
| 1                 | Brasil   | Owen*             | Beth*                                                            | Heather*                                                                | Cameron*                             | Zoey*                                           | Sky*                   | Brody & Geoff*      | Priya* | Wayne*             |
| 1                 | Portugal | Owen*             | Duncan* (RTP2)                                                   | Heather*                                                                | Cameron*                             | Mike* (RTP2)                                    | Sky*                   | Brody & Geoff*      | Priya* | Wayne*             |
| 1                 | Portugal | Owen*             | Beth* (PB)                                                       | Heather*                                                                | Cameron*                             | Zoey* (CN)                                      | Shawn* (CN)            | Brody & Geoff*      | Priya* | Wayne*             |
| 2                 | Canadá   | Gwen*             | Beth*                                                            | Heather*                                                                | Relâmpago*                           | Zoey*                                           | Shawn*                 | Brody & Geoff*      | Bowie* | Julia*             |
| 2                 | Brasil   | Gwen*             | Duncan*                                                          | Alejandro*                                                              | Relâmpago*                           | Mike*                                           | Shawn*                 | McArthur & Sanders* | Bowie* | Julia*             |
| 2                 | Portugal | Gwen*             | Beth* (RTP2)                                                     | Alejandro*                                                              | Relâmpago*                           | Zoey* (RTP2)                                    | Shawh* (RTP2)          | McArthur & Sanders* | Bowie* | Julia*             |
| 2                 | Portugal | Gwen*             | Duncan* (PB)                                                     | Alejandro*                                                              | Relâmpago*                           | Mike* (CN)                                      | Sky* (CN)              | McArthur & Sanders* | Bowie* | Julia*             |
| 3                 | 3        | Heather           | Owen                                                             | Cody*                                                                   | Zoey                                 | Scott*                                          | Sugar*                 | Jacques & Josee*    | Millie* | Caleb*             |
| 4                 | 4        | Duncan            | Courtney*                                                        | Sierra*                                                                 | Scott                                | Gwen                                            | Jasmine*               | Emma & Kitty*       | Julia | Priya              |
| 5                 | 5        | Leshawna*         | Harold*                                                          | Duncan                                                                  | Jo*                                  | Courtney                                        | Max*                   | Carrie & Devin*     | Emma* | Raj*               |
| 6                 | 6        | Geoff             | Lindsay*                                                         | Blaineley* Courtney                                                     | Mike                                 | Alejandro                                       | Scarlett*              | Ryan & Stephanie*   | Chase* | Damien*            |
| 7                 | 7        | Izzy*             | Justin*                                                          | Blaineley* Courtney                                                     | Dakota*                              | Cameron                                         | Dave*                  | Crimson & Ennui*    | Zee* | MK*                |
| 8                 | 8        | DJ*               | Leshawna                                                         | Owen                                                                    | Ana Maria*                           | Duncan                                          | Topher*                | Noah & Owen*        | Ripper* | Zee                |
| 9                 | 9        | Lindsay           | Heather                                                          | Gwen                                                                    | Brick*                               | Sierra                                          | Ella*                  | Dwayne & Junior*    | Wayne Raj                                                                                                  | Ripper             |
| 10                | 10       | Bridgette*        | Izzy                                                             | Tyler*                                                                  | Sam*                                 | Heather                                         | Samey* Amy*            | Rock & Spud*        | Wayne Raj                                                                                                  | Axel*              |
| 11                | 11       | Trent*            | DJ                                                               | Noah                                                                    | Dawn*                                | Sam                                             | Samey* Amy*            | Chet & Lorenzo*     | MK | Bowie              |
| 12                | 12       | Eva*              | Gwen                                                             | DJ                                                                      | B*                                   | Jo                                              | Rodney*                | Jay & Mickey*       | Damien | Nichelle*          |
| 13                | 13       | Harold            | Trent                                                            | Izzy                                                                    | Staci*                               | Relâmpago                                       | Leonard*               | Kelly & Taylor*     | Garota Assustadora*                                                                                        | Emma               |
| 14                | 14       | Courtney          | Bridgette Geoff                                                  | Lindsay                                                                 | —                                    | Lindsay                                         | Bernardo*              | Jen & Tom*          | Nichelle                                                                                                   | Millie             |
| 15                | 15       | Sadie*            | Bridgette Geoff                                                  | Leshawna                                                                | —                                    | —                                               | —                      | Laurie & Miles*     | Axel | Chase              |
| 16                | 16       | Beth              | —                                                                | Bridgette                                                               | —                                    | —                                               | —                      | Ellody & Mary*      | Caleb | Garota Assustadora |
| 17                | 17       | Cody              | —                                                                | Harold                                                                  | —                                    | —                                               | —                      | Gerry & Pete*       | — |                    |
| 18                | 18       | Tyler             | —                                                                | Ezekiel*                                                                | —                                    | —                                               | —                      | Leonard & Tammy*    | — |                    |
| 19                | 19       | Katie*            | —                                                                | —                                                                       | —                                    | —                                               | —                      | —                   | — |                    |
| 20                | 20       | Justin            | —                                                                | —                                                                       | —                                    | —                                               | —                      | —                   | — |                    |
| 21                | 21       | Noah              | —                                                                | —                                                                       | —                                    | —                                               | —                      | —                   | — |                    |
| 22                | 22       | Ezekiel           | —                                                                | —                                                                       | —                                    | —                                               | —                      | —                   | — |                    |
| Não Classificados |          |                   |                                                                  |                                                                         |                                      |                                                 |                        |                     | |                    |
| (-)               | (-)      | —                 | Eva                                                              | Eva                                                                     | —                                    | Owen                                            | —                      | —                   | style="background: #ececec; color: grey; vertical-align: middle; text-align: center; " class="table-na"\|— |                    |
| (-)               | (-)      | —                 | Courtney                                                         | Katie                                                                   | —                                    | Leshawna                                        | —                      | —                   | style="background: #ececec; color: grey; vertical-align: middle; text-align: center; " class="table-na"\|— |                    |
| (-)               | (-)      | —                 | Sadie                                                            | Sadie                                                                   | —                                    | Geoff                                           | —                      | —                   | style="background: #ececec; color: grey; vertical-align: middle; text-align: center; " class="table-na"\|— |                    |
| (-)               | (-)      | —                 | Cody                                                             | Beth                                                                    | —                                    | Izzy                                            | —                      | —                   | style="background: #ececec; color: grey; vertical-align: middle; text-align: center; " class="table-na"\|— |                    |
| (-)               | (-)      | —                 | Tyler                                                            | Justin                                                                  | —                                    | DJ                                              | —                      | —                   | style="background: #ececec; color: grey; vertical-align: middle; text-align: center; " class="table-na"\|— |                    |
| (-)               | (-)      | —                 | Katie                                                            | Trent                                                                   | —                                    | Bridgette                                       | —                      | —                   | style="background: #ececec; color: grey; vertical-align: middle; text-align: center; " class="table-na"\|— |                    |
| (-)               | (-)      | —                 | Noah                                                             | Geoff                                                                   | —                                    | Trent                                           | —                      | —                   | style="background: #ececec; color: grey; vertical-align: middle; text-align: center; " class="table-na"\|— |                    |
| (-)               | (-)      | —                 | Ezequiel                                                         | —                                                                       | —                                    | Eva                                             | —                      | —                   | style="background: #ececec; color: grey; vertical-align: middle; text-align: center; " class="table-na"\|— |                    |
| (-)               | (-)      | —                 | —                                                                | —                                                                       | —                                    | Harold                                          | —                      | —                   | style="background: #ececec; color: grey; vertical-align: middle; text-align: center; " class="table-na"\|— |                    |
| (-)               | (-)      | —                 | —                                                                | —                                                                       | —                                    | Sadie                                           | —                      | —                   | style="background: #ececec; color: grey; vertical-align: middle; text-align: center; " class="table-na"\|— |                    |
| (-)               | (-)      | —                 | —                                                                | —                                                                       | —                                    | Beth                                            | —                      | —                   | style="background: #ececec; color: grey; vertical-align: middle; text-align: center; " class="table-na"\|— |                    |
| (-)               | (-)      | —                 | —                                                                | —                                                                       | —                                    | Cody                                            | —                      | —                   | style="background: #ececec; color: grey; vertical-align: middle; text-align: center; " class="table-na"\|— |                    |
| (-)               | (-)      | —                 | —                                                                | —                                                                       | —                                    | Tyler                                           | —                      | —                   | style="background: #ececec; color: grey; vertical-align: middle; text-align: center; " class="table-na"\|— |                    |
| (-)               | (-)      | —                 | —                                                                | —                                                                       | —                                    | Katie                                           | —                      | —                   | style="background: #ececec; color: grey; vertical-align: middle; text-align: center; " class="table-na"\|— |                    |
| (-)               | (-)      | —                 | —                                                                | —                                                                       | —                                    | Noah                                            | —                      | —                   | style="background: #ececec; color: grey; vertical-align: middle; text-align: center; " class="table-na"\|— |                    |
| (-)               | (-)      | —                 | —                                                                | —                                                                       | —                                    | Ezequiel                                        | —                      | —                   | style="background: #ececec; color: grey; vertical-align: middle; text-align: center; " class="table-na"\|— |                    |
| (-)               | (-)      | —                 | —                                                                | —                                                                       | —                                    | Dakota                                          | —                      | —                   | style="background: #ececec; color: grey; vertical-align: middle; text-align: center; " class="table-na"\|— |                    |
| (-)               | (-)      | —                 | —                                                                | —                                                                       | —                                    | Anna Maria                                      | —                      | —                   | style="background: #ececec; color: grey; vertical-align: middle; text-align: center; " class="table-na"\|— |                    |
| (-)               | (-)      | —                 | —                                                                | —                                                                       | —                                    | Brick                                           | —                      | —                   | style="background: #ececec; color: grey; vertical-align: middle; text-align: center; " class="table-na"\|— |                    |
| (-)               | (-)      | —                 | —                                                                | —                                                                       | —                                    | Dawn                                            | —                      | —                   | style="background: #ececec; color: grey; vertical-align: middle; text-align: center; " class="table-na"\|— |                    |
| (-)               | (-)      | —                 | —                                                                | —                                                                       | —                                    | B                                               | —                      | —                   | style="background: #ececec; color: grey; vertical-align: middle; text-align: center; " class="table-na"\|— |                    |
| (-)               | (-)      | —                 | —                                                                | —                                                                       | —                                    | Staci                                           | —                      | —                   | style="background: #ececec; color: grey; vertical-align: middle; text-align: center; " class="table-na"\|— |                    |

Legenda
     O participante foi o campeão na respectiva temporada.
     O participante foi o vice-campeão na respectiva temporada. (Possui um final alternativo).
     O participante foi o terceiro colocado na final, porém não possui final alternativo.
     O participante foi eliminado por meio de uma votação.
      O participante foi eliminado por meio de um desafio eliminatório.
     O participante foi eliminado por uma votação externa.
     O participante desistiu da competição.
     O participante foi expulso da competição.
     O participante foi retirado da competição.
     O participante não foi classificado e não participou da temporada.
     O participante não foi classificado, mas entrou por outro meio na temporada.
     O participante foi o vice-campeão na respectiva temporada, mas não possui um final alternativo
     O participante foi eliminado devido ser o único participante restante em sua equipe
* O participante esteve em sua melhor temporada

## Participações

### Elenco de Ilha dos Desafios (2007-2011/2013)
| Participante    | Temporada       | Temporada       | Temporada       | Temporada       | Temporada       | Temporada       | Temporada       | Temporada       | Temporada       |
| Participante    | 1               | 2               | 3               | 4               | 5A              | 5B              | Spin-off        | 6               | 7               |
| Primeiro Elenco | Primeiro Elenco | Primeiro Elenco | Primeiro Elenco | Primeiro Elenco | Primeiro Elenco | Primeiro Elenco | Primeiro Elenco | Primeiro Elenco | Primeiro Elenco |
| --------------- | --------------- | --------------- | --------------- | --------------- | --------------- | --------------- | --------------- | --------------- | --------------- |
| Beth            |                 |                 |                 |                 |                 |                 |                 |                 |                 |
| Bridgette       |                 |                 |                 |                 |                 |                 |                 |                 |                 |
| Cody            |                 |                 |                 |                 |                 |                 |                 |                 |                 |
| Courtney        |                 |                 |                 |                 |                 |                 |                 |                 |                 |
| DJ              |                 |                 |                 |                 |                 |                 |                 |                 |                 |
| Duncan          |                 |                 |                 |                 |                 |                 |                 |                 |                 |
| Eva             |                 |                 |                 |                 |                 |                 |                 |                 |                 |
| Ezequiel        |                 |                 |                 |                 |                 |                 |                 |                 |                 |
| Geoff           |                 |                 |                 |                 |                 |                 |                 |                 |                 |
| Gwen            |                 |                 |                 |                 |                 |                 |                 |                 |                 |
| Harold          |                 |                 |                 |                 |                 |                 |                 |                 |                 |
| Heather         |                 |                 |                 |                 |                 |                 |                 |                 |                 |
| Izzy            |                 |                 |                 |                 |                 |                 |                 |                 |                 |
| Justin          |                 |                 |                 |                 |                 |                 |                 |                 |                 |
| Katie           |                 |                 |                 |                 |                 |                 |                 |                 |                 |
| Leshawna        |                 |                 |                 |                 |                 |                 |                 |                 |                 |
| Lindsay         |                 |                 |                 |                 |                 |                 |                 |                 |                 |
| Noah            |                 |                 |                 |                 |                 |                 |                 |                 |                 |
| Owen            |                 |                 |                 |                 |                 |                 |                 |                 |                 |
| Sadie           |                 |                 |                 |                 |                 |                 |                 |                 |                 |
| Trent           |                 |                 |                 |                 |                 |                 |                 |                 |                 |
| Tyler           |                 |                 |                 |                 |                 |                 |                 |                 |                 |
| Alejandro       |                 |                 |                 |                 |                 |                 |                 |                 |                 |
| Blaineley       |                 |                 |                 |                 |                 |                 |                 |                 |                 |
| Sierra          |                 |                 |                 |                 |                 |                 |                 |                 |                 |

### Elenco de Drama Total: A Vingança da Ilha (2012-2013)
| Participante   | Temporada      | Temporada      | Temporada      | Temporada      | Temporada      | Temporada      | Temporada      | Temporada      | Temporada      |
| Participante   | 1              | 2              | 3              | 4              | 5A             | 5B             | Spin-off       | 6              | 7              |
| Segundo Elenco | Segundo Elenco | Segundo Elenco | Segundo Elenco | Segundo Elenco | Segundo Elenco | Segundo Elenco | Segundo Elenco | Segundo Elenco | Segundo Elenco |
| -------------- | -------------- | -------------- | -------------- | -------------- | -------------- | -------------- | -------------- | -------------- | -------------- |
| Anna Maria     |                |                |                |                |                |                |                |                |                |
| B              |                |                |                |                |                |                |                |                |                |
| Brick          |                |                |                |                |                |                |                |                |                |
| Cameron        |                |                |                |                |                |                |                |                |                |
| Dakota         |                |                |                |                |                |                |                |                |                |
| Dawn           |                |                |                |                |                |                |                |                |                |
| Jo             |                |                |                |                |                |                |                |                |                |
| Mike           |                |                |                |                |                |                |                |                |                |
| Relâmpago      |                |                |                |                |                |                |                |                |                |
| Sam            |                |                |                |                |                |                |                |                |                |
| Scott          |                |                |                |                |                |                |                |                |                |
| Staci          |                |                |                |                |                |                |                |                |                |
| Zoey           |                |                |                |                |                |                |                |                |                |

### Elenco de Drama Total: A Nova Ilha (2014)
| Participante    | Temporada       | Temporada       | Temporada       | Temporada       | Temporada       | Temporada       | Temporada       | Temporada       | Temporada       |
| Participante    | 1               | 2               | 3               | 4               | 5A              | 5B              | Spin-off        | 6               | 7               |
| Terceiro Elenco | Terceiro Elenco | Terceiro Elenco | Terceiro Elenco | Terceiro Elenco | Terceiro Elenco | Terceiro Elenco | Terceiro Elenco | Terceiro Elenco | Terceiro Elenco |
| --------------- | --------------- | --------------- | --------------- | --------------- | --------------- | --------------- | --------------- | --------------- | --------------- |
| Amy             |                 |                 |                 |                 |                 |                 |                 |                 |                 |
| Beardo          |                 |                 |                 |                 |                 |                 |                 |                 |                 |
| Dave            |                 |                 |                 |                 |                 |                 |                 |                 |                 |
| Ella            |                 |                 |                 |                 |                 |                 |                 |                 |                 |
| Jasmine         |                 |                 |                 |                 |                 |                 |                 |                 |                 |
| Leonard         |                 |                 |                 |                 |                 |                 |                 |                 |                 |
| Max             |                 |                 |                 |                 |                 |                 |                 |                 |                 |
| Rodney          |                 |                 |                 |                 |                 |                 |                 |                 |                 |
| Samey           |                 |                 |                 |                 |                 |                 |                 |                 |                 |
| Scarlett        |                 |                 |                 |                 |                 |                 |                 |                 |                 |
| Shawn           |                 |                 |                 |                 |                 |                 |                 |                 |                 |
| Sky             |                 |                 |                 |                 |                 |                 |                 |                 |                 |
| Sugar           |                 |                 |                 |                 |                 |                 |                 |                 |                 |
| Topher          |                 |                 |                 |                 |                 |                 |                 |                 |                 |

### Elenco de Drama Total: Ilha dos desafios (2023)
| Participante  | Temporada     | Temporada     | Temporada     | Temporada     | Temporada     | Temporada     | Temporada     | Temporada     | Temporada     |
| Participante  | 1             | 2             | 3             | 4             | 5A            | 5B            | Spin-off      | 6             | 7             |
| Quarto Elenco | Quarto Elenco | Quarto Elenco | Quarto Elenco | Quarto Elenco | Quarto Elenco | Quarto Elenco | Quarto Elenco | Quarto Elenco | Quarto Elenco |
| ------------- | ------------- | ------------- | ------------- | ------------- | ------------- | ------------- | ------------- | ------------- | ------------- |
| Axel          |               |               |               |               |               |               |               |               | Verde         |
| Bowie         |               |               |               |               |               |               |               |               |               |
| Caleb         |               |               |               |               |               |               |               |               |               |
| Chase         |               |               |               |               |               |               |               |               |               |
| Damian        |               |               |               |               |               |               |               |               |               |
| Emma          |               |               |               |               |               |               |               |               |               |
| Julia         |               |               |               |               |               |               |               |               |               |
| MK            |               |               |               |               |               |               |               |               |               |
| Millie        |               |               |               |               |               |               |               |               |               |
| Nichelle      |               |               |               |               |               |               |               |               |               |
| Priya         |               |               |               |               |               |               |               |               |               |
| Raj           |               |               |               |               |               |               |               |               |               |
| Ripper        |               |               |               |               |               |               |               |               |               |
| Scary Girl    |               |               |               |               |               |               |               |               |               |
| Wayne         |               |               |               |               |               |               |               |               |               |
| Zee           |               |               |               |               |               |               |               |               |               |